# Dākor
Dākor är en ort i Indien.   Den ligger i distriktet Kheda och delstaten Gujarat, i den västra delen av landet, 800 km sydväst om huvudstaden New Delhi. Dākor ligger 59 meter över havet och antalet invånare är 25 019.
Terrängen runt Dākor är mycket platt. Runt Dākor är det tätbefolkat, med 636 invånare per kvadratkilometer. Närmaste större samhälle är Umreth, 6,9 km sydväst om Dākor. Trakten runt Dākor består till största delen av jordbruksmark.